# Šumani
Šumani (en serbe cyrillique : Шумани) est un village du nord du Monténégro, dans la municipalité de Pljevlja.

## Démographie

### Évolution historique de la population
| 1948 | 1953 | 1961 | 1971 | 1981 | 1991 | 2003 |
| ---- | ---- | ---- | ---- | ---- | ---- | ---- |
| 184  | 208  | 230  | 197  | 192  | 189  | 219  |